# Bistum Andria
Das Bistum Andria (lateinisch Dioecesis Andriensis, italienisch Diocesi di Andria) ist eine Diözese der römisch-katholischen Kirche in Italien mit Sitz in Andria.
Es wurde im 11. Jahrhundert begründet und hat heute eine Größe von 799 km². 1452 hatte es vorübergehend das Bistum Montepeloso einverleibt, welches aber schon 1479 von ihm abgespalten und verselbständigt wurde.

## Weblinks

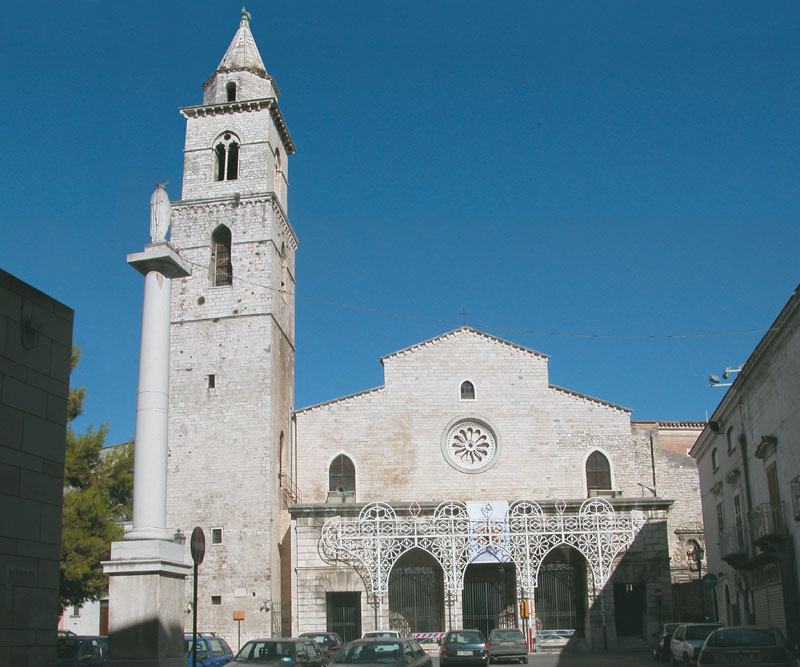
Kathedrale in Andria